# Slimane Zengli
Slimane Zengli (en arabe : سليمان زنقلي) est un boxeur algérien né le 17 avril 1965.

## Carrière
Aux Jeux olympiques d'été de 1988 à Séoul, Slimane Zengli est éliminé au troisième tour dans la catégorie des poids coqs par le Soviétique Aleksandr Artemyev.
Il est médaillé d'argent dans la catégorie des poids coqs aux Jeux africains du Caire en 1991, s'inclinant en finale contre l'Ougandais Fred Muteweta.
Aux Jeux olympiques d'été de 1992 à Barcelone, il est éliminé au deuxième tour dans la catégorie des poids coqs par le Marocain Mohamed Achik.